# ルイ・ド・フレシネ

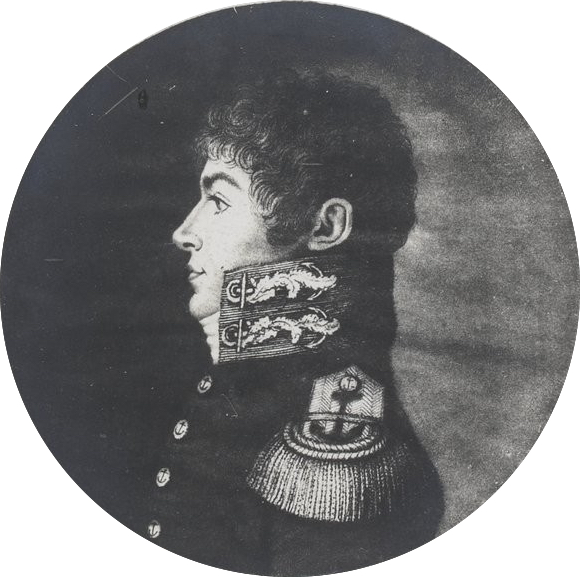
ルイ・ド・フレシネ

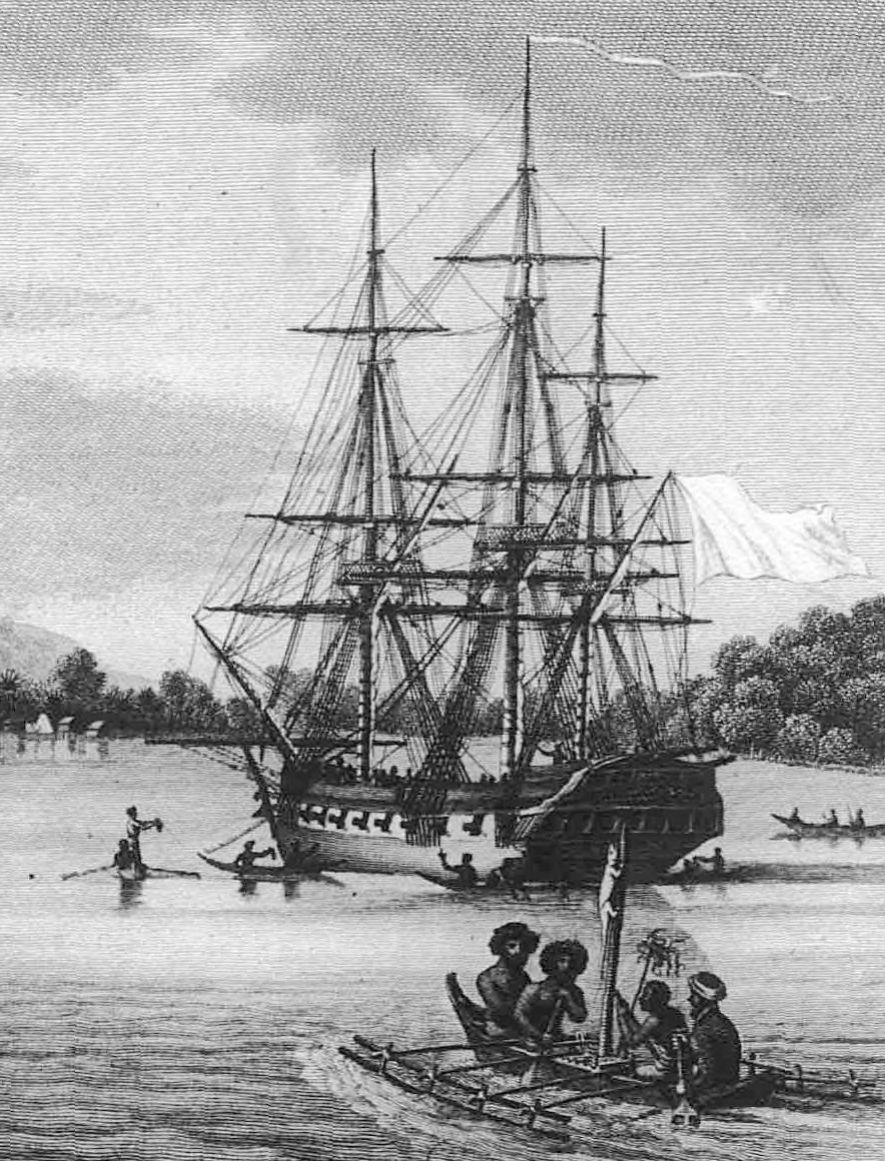
ウラニー号

ルイ・ド・フレシネ（Louis Claude de Saulces de Freycinet、1779年8月7日 - 1841年8月18日）はフランスの海軍士官である。太平洋の探検航海を行った、ウラニー号（Uranie）の船長である。

## 略歴
ドローム県のモンテリマールに3人兄弟の2番目の男子に生まれた。2歳年上の兄、ルイ・アンリ・ド・フレシネも海軍で働き、後にレユニオンの総督などを務める人物である。弟の子が第三共和制時代に首相を務めるシャルル・ド・フレシネである。
1793年にフランス海軍に入隊し、イギリス海軍とのいくつかの海戦に参加した。1800年に兄とオーストラリア南岸および南西岸の調査航海に参加した。この航海は博物学者、ニコラ・ボーダンの指揮によるもので、その少し前にオーストラリアをイギリスの航海者、マシュー・フリンダースが調査している。1803年にニコラ・ボーダンが没した後、フレシネが海図の製作を引き継ぎ、1805年にパリに戻り、海図の製作と、新しい探検航海の計画作成に従事し、1811年にオーストラリア沿岸の地図を出版し、これはフリンダースの海図の出版よりも3年早いものとなった。旅行記の執筆も行い、"Voyage de découvertes aux terres australes"は1807年から1816年までパリで出版された。
1817年に太平洋探検航海を行う、ウラニー号の船長に任じられ、水路学者のルイ・イジドール・デュプレ（Louis Isidore Duperrey）や博物画家のジャック・アラゴー（Jacques Arago）やアドリアン・トーネー（Adrien Taunay）らが隊員に加わった。リオデジャネイロを経由した太平洋に入り、重力測定、地磁気測定、天体観測、気象観測のほか民俗学、博物学標本の収集を行った。3年間、太平洋を航海し、オーストラリア、マリアナ諸島、ハワイ諸島や、その他の太平洋諸島、南アメリカなどを訪れ、1820年2月、帰路のフォークランド諸島でウラニー号が難破し、失われたにもかかわらず、多くの分野の博物標本、訪れた場所に関する膨大な記録や、図版や地図をフランスに持ち帰った。
探検の記録はフレシネが監修して、"Voyage autour du monde fait par ordre du Roi sur les corvettes de S. M. l'Uranie et la Physicienne, pendant les années 1817, 1818, 1819 et 1820"として13巻の四つ折り版の本文と4巻のフォリオ版の図版・地図とともに刊行された。
1825年にフランス科学アカデミーの会員にえらばれ、パリ地理学会の創立者の一人となった。

## "Voyage autour du monde..."の図版

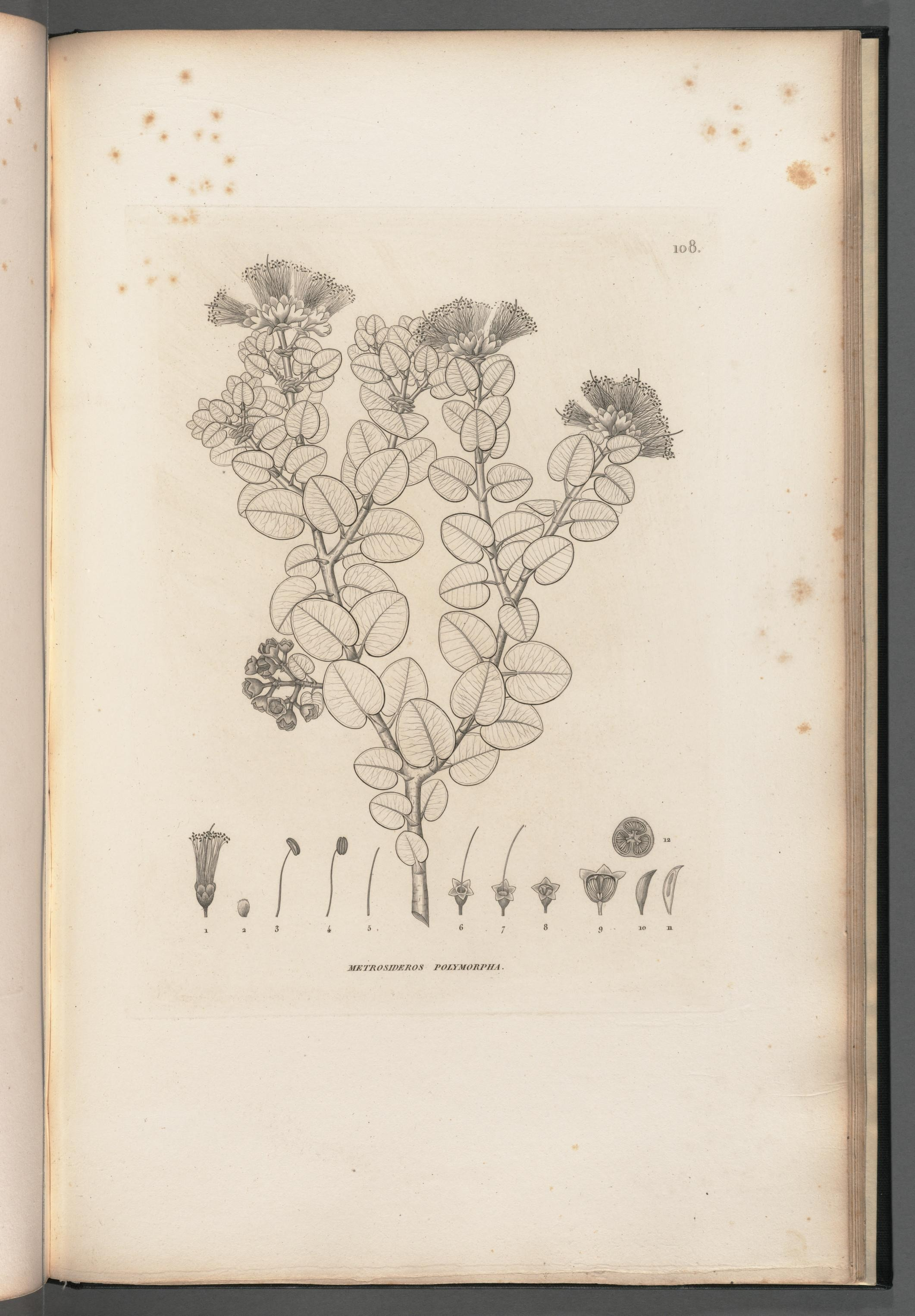
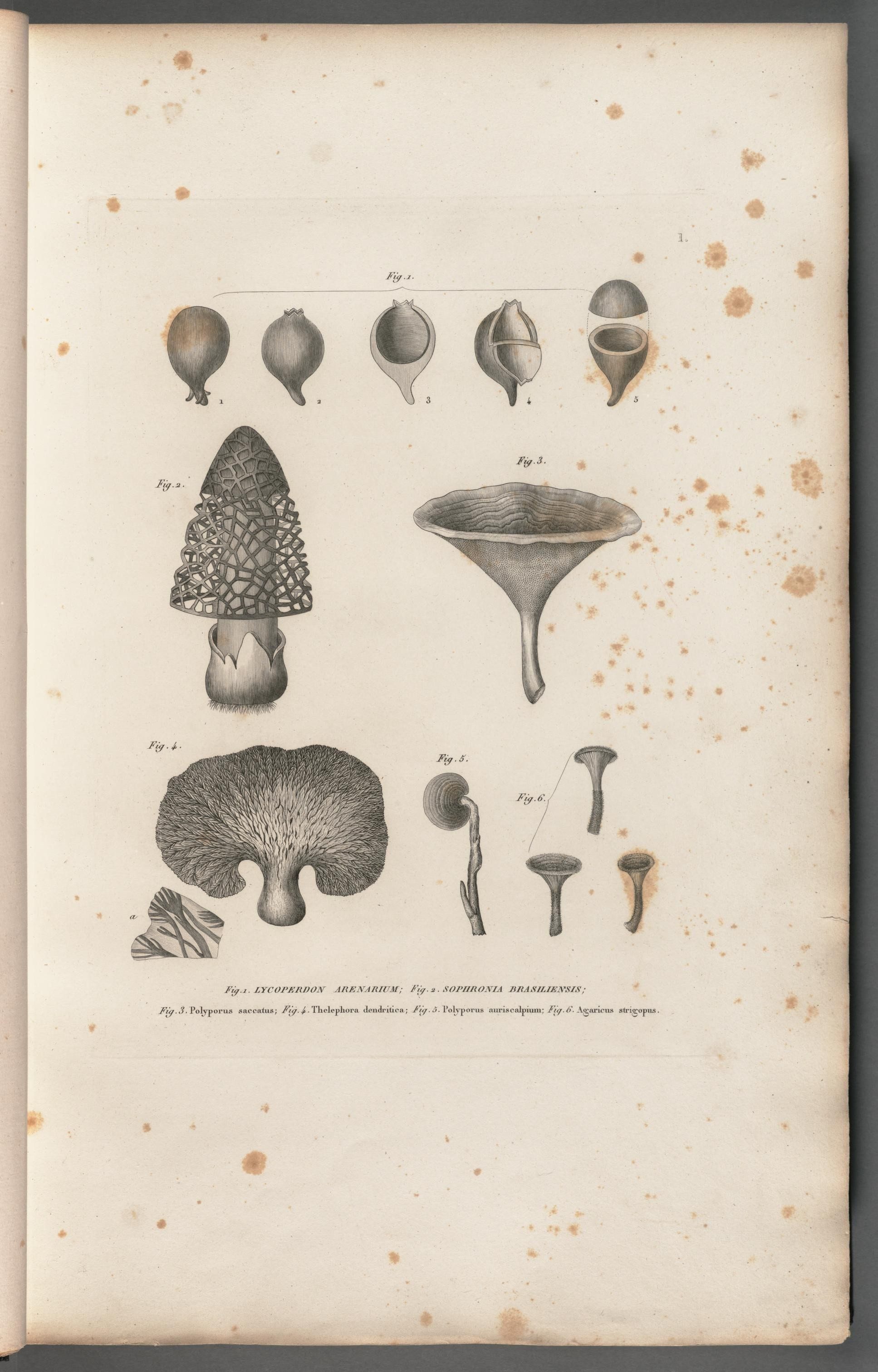
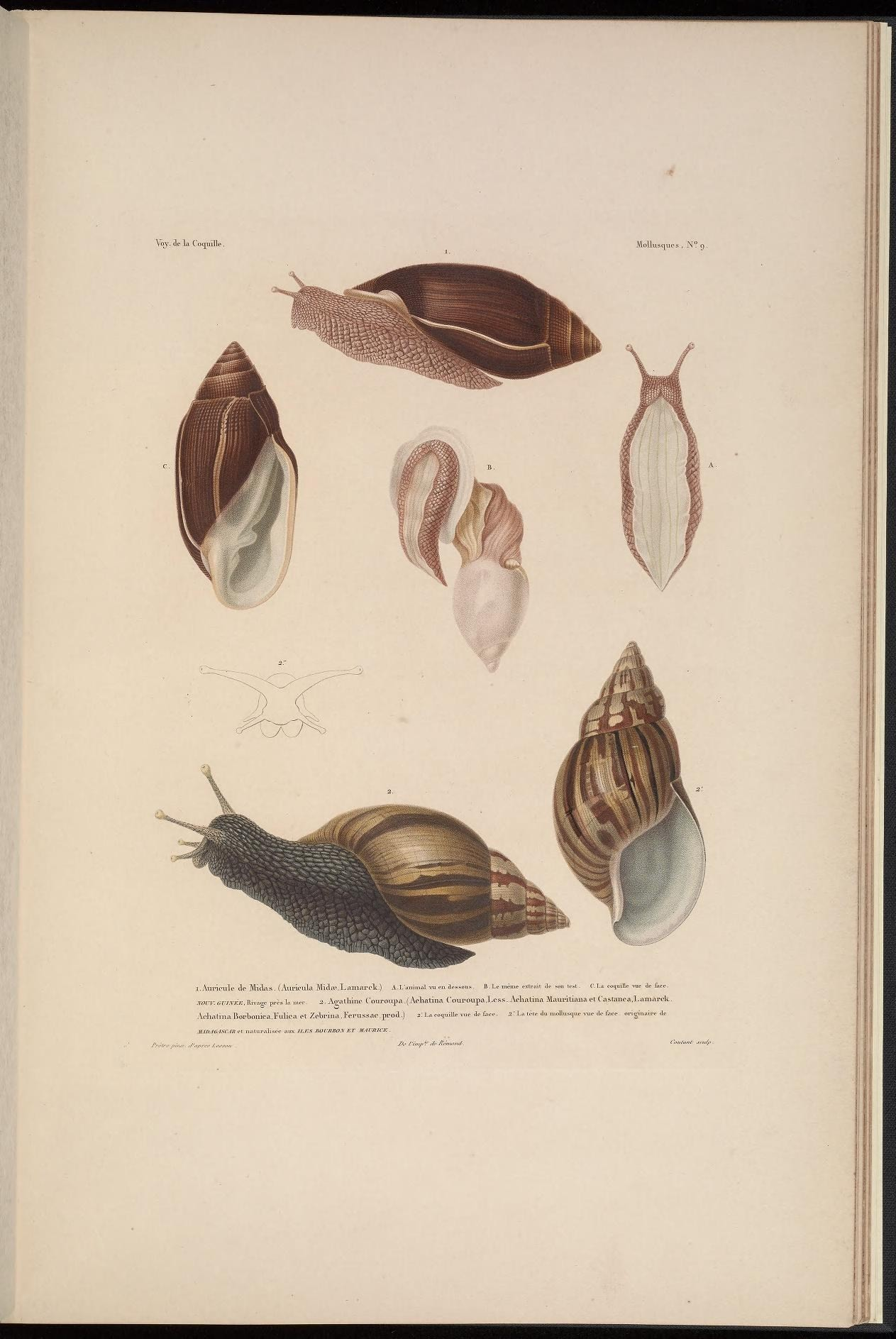
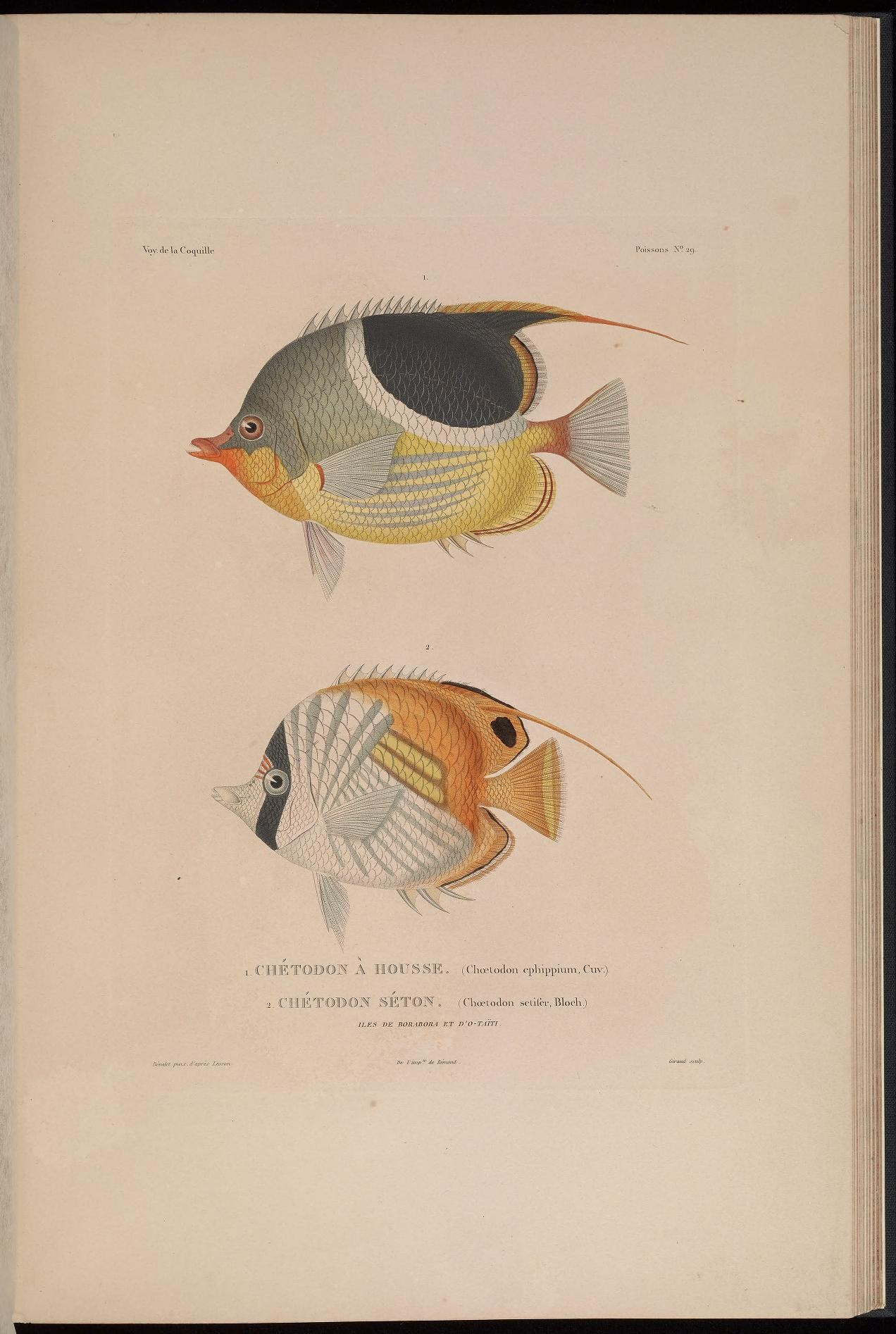
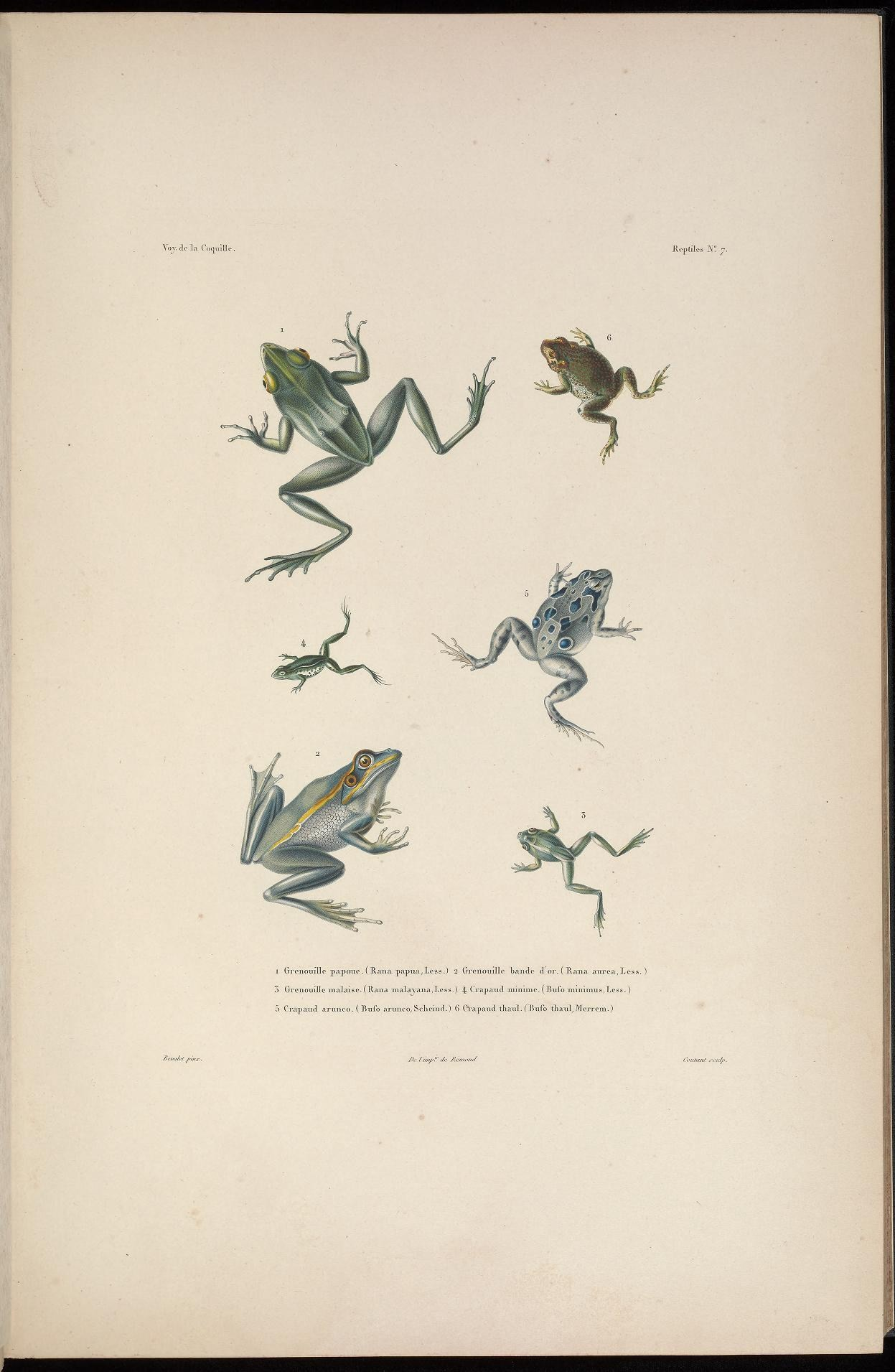